# Castanopsis carlesii
Castanopsis carlesii là một loài thực vật có hoa trong họ Fagaceae. Loài này được (Hemsl.) Hayata mô tả khoa học đầu tiên năm 1917.